# Vincent Ventresca
Vincent Paul Gerard Ventresca (Indianapolis, 29 april 1966) is een Amerikaans acteur, filmproducent en scenarioschrijver.

## Biografie
Ventresca werd geboren in Indianapolis als jongste van elf kinderen. Hij haalde zijn bidiplomering in theaterwetenschap en psychologie aan de Universiteit van Indiana in Bloomington (Indiana).
Ventresca begon in 1991 met acteren in de televisieserie The Fresh Prince of Bel-Air, waarna hij nog meerdere rollen speelde in televisieseries en films. Hij is vooral bekend van de rol als Darien Fawkes in de televisieserie The Invisible Man, waar hij in 45 afleveringen speelde (2000-2002).
Ventresca is in 1995 getrouwd en heeft hieruit een zoon en een dochter.

## Filmografie

### Films
Uitgezonderd korte films.
- 2018 Volunteers, a Rwandan Comedy - als Vincent
- 2016 Tao of Surfing - als El Gringo
- 2014 Break Point - als Gary
- 2013 Flying Monkeys - als James
- 2012 Should've Been Romeo - als Matt
- 2011 Answers to Nothing - als Eric
- 2011 Bad Actress - als Morris Pillage
- 2009 My Neighbor's Secret - als Jason
- 2009 Stuck - als Vince
- 2006 Mammoth - als dr. Frank Abernathy
- 2005 Madison - als Walker Greif
- 2005 Larva - als dr. Eli Rudkus
- 2004 Dead & Breakfast - als de Doc
- 2003 Vegas Dick - als Dicky Barrett
- 2003 Purgatory Flats - als Thomas Reed
- 2002 Couples - als Arthur
- 2002 Robbing 'Hef - als James
- 2000 Love & Sex - als Richard Miltner
- 1999 The Learning Curve - als Marshal
- 1999 This Space Between Us - als Sterling Montrose
- 1999 Can't Stop Dancing - als Chuck Levine
- 1998 The Thin Pink Line - als Bob
- 1998 Saving Private Ryan - als soldaat op het strand
- 1997 Looking for Lola - als Tony
- 1997 Romy and Michele's High School Reunion - als Billy Christianson
- 1995 Degree of Guilt - als Richie Argos
- 1995 The Surrogate - als Eric Shaw
- 1994 Menendez: A Killing in Beverly Hills - als Nick

### Televisieseries
Uitgezonderd eenmalige gastrollen.
- 2018 9-1-1 - als coach - 2 afl.
- 2018 The Fosters - als Henry Mullen - 2 afl.
- 2015 Wicked City - als Jimmy Lovett - 3 afl.
- 2013 Nikita - als Trevor Adrian - 2 afl.
- 2009-2011 True Jackson, VP - als mr. Jamerson - 3 afl.
- 2009 Dollhouse - als Nolan Kinnard - 3 afl.
- 2004-2005 Complete Savages - als Jimmy Savage - 16 afl.
- 2000-2002 The Invisible Man - als Darien Fawkes - 45 afl.
- 1999 Jack & Jill - als Danny Hallahan - 2 afl.
- 1998 Prey - als dr. Ed Tate - 13 afl.
- 1996-1997 Boston Common - als professor Jack Reed - 31 afl.
- 1994-1996 Friends - als Fun Bobby - 2 afl.

### Filmproducent/scenarioschrijver
- 2018 Volunteers, a Rwandan Comedy - film
- 2009 Stuck - film

- Bibliothèque nationale de France: cb155215989 (data)
- International Standard Name Identifier: 0000 0001 1483 2754
- Library of Congress Control Number: no2001101329
- Système universitaire de documentation: 156928655
- Virtual International Authority File: 163840674
- WorldCat: E39PBJckPjKG8fg7fJTrbrq4v3